# مسجد سليم مطر
مسجد سليم مطر هو مسجد في سنغافورة والذي يخدم المجتمع المسلم الساكن في منطقة ماكفرسون العقارية.

## البناء
بني مسجد سليم مطر في الأصل في العام 1960 من قبل الشيخ سليم مطر وهو سنغافوري من أصول عربية، كان المسجد يذكرنا بقرية سوراوس في بدايات العام 1960، ومنذ ذلك الحين تم إعادة بناء المسجد ليستطيع استيعاب ما مجموعة 1،400 مصلي في وقت واحد، يقع مقر المسجد على مسافة قريبة من دار الإحسان ودار للأيتام، تتم الرعاة الرئيسية للمسجد من قبل المسلمين الذين يعملون في جميع أنحاء المنطقة الصناعية في ماكفرسون وكذلك السكان الذين يعيشون في أمكان قريبة .

## نشاط المسجد
نظم مسجد سليم مطر برنامج المدارس الدينية، والذي يقام كل يوم أحد وبعد صلاة الجمعة، المسجد يقع على طول طريق مطر في ماكفرسون ومعاكس لمدرسة ماكفرسون الابتدائية، يفتح مسجد سليم مطر أبوابه للصلاة ولتلقي الدروس الدينية من الساعة الخامسة صباحا حتى الساعة التاسعة مساء .

## وصلات خارجية
- الموقع الرسمي لمسجد سليم مطر
- موقع مسجد سليم مطر على الخريطة
- ألبوم صور مسجد سليم